# Полифония

Пример полифонии в 17-й фуге Баха. Вначале фрагмента — трёхголосие, далее — чередующиеся четырёхголосие и двухголосие.

Полифо́ни́я (лат. polyphonia, др.-греч. πολυφωνία, дословно — «многозвучие», от др.-греч. πολυ-, πολύς — «много» + др.-греч. φωνή — «звук») — склад многоголосной музыки, определяющийся функциональным равноправием отдельных голосов (мелодических линий, мелодий в широком смысле) многоголосной фактуры. В музыкальной пьесе полифонического склада (например, в каноне Жоскена Депре, в фуге И. С. Баха) голоса равноправны в композиционно-техническом (одинаковые для всех голосов приёмы мотивно-мелодической разработки) и логическом (равноправные носители «музыкальной мысли») отношениях. 
Словом «полифония» также именуется музыкально-теоретическая дисциплина, которая преподаётся в учебных заведениях среднего и высшего музыкального образования. Главная задача дисциплины полифонии — практическое изучение полифонических композиций.

## Ударение
Ударение в русском слове «полифония» испытывает колебания. В Словаре церковнославянского и русского языка, изданном Императорской Академией Наук в 1847 году, дано единственное ударение на второе «о». Российские общелексические словари 2-й половины XX века и начала XXI века, как правило, выставляют единственное ударение на втором от конца слоге, как например, Большая советская энциклопедия (2-е изд., 1955), Энциклопедический музыкальный словарь (1959) и Советский энциклопедический словарь (1979 и переиздания до 1988, включительно). В XXI веке профессиональные музыканты (композиторы, исполнители, педагоги и музыковеды) ставят ударение на второе «о» — по аналогии с другими терминами, описывающими музыкальный склад (гетерофо́ния, гомофо́ния). Такой орфоэпической нормы придерживаются  новейшая (2014) Большая российская энциклопедия, её электронная версия, а также научно-образовательный портал БРЭ (2022). Некоторые профильные словари и энциклопедии допускают орфоэпические варианты. В «Музыкальном энциклопедическом словаре» (1990 и переиздания) ударение в чёрном слове «полифония» вовсе не выставлено.

## Полифония и гармония
Понятие полифонии (как склада) не коррелятивно понятию гармонии (звуковысотной структуры), поэтому справедливо говорить, например, о полифонической гармонии. При всей функциональной (музыкально-смысловой, музыкально-логической) независимости отдельных голосов они всегда согласованы по вертикали. В полифонической пьесе (например, в органуме Перотина, в мотете Машо, в мадригале Джезуальдо) слух выделяет консонансы и диссонансы, аккорды и (в старинном многоголосии) конкорды, а их связи, которые проявляются в развёртывании музыки во времени, подчиняются логике того или иного лада. Любая полифоническая пьеса обладает признаком целостности звуковысотной структуры, музыкальной гармонии.

## Полифония и многоголосие
В некоторых западных традициях для обозначения многоголосия (более одного голоса в музыкальной «вертикали») и для обозначения особого музыкального склада используется одно и то же слово, например, в англоязычном музыкознании прилагательное polyphonic (в немецком, напротив, есть прилагательные mehrstimmig и polyphon) — в таких случаях значение слова можно установить только из контекста.
В российской науке атрибут «полифонический» ссылается на специфику музыкального склада (например, «полифоническая пьеса», «композитор-полифонист»), в то время как атрибут «многоголосный» не содержит такого специфического уточнения (например, «шансон — многоголосная песня», «Бах — автор многоголосных обработок хоралов»). В современной неспециальной литературе (как правило, вследствие «слепого» перевода с английского языка) слово «полифония» используется как точный синоним слова «многоголосие» (например, составители рекламных текстов в 1990-х и 2000-х годах находили «полифонию» в мобильных телефонах), причём в таком (нетерминологическом) употреблении ударение зачастую выставляется на предпоследний слог — полифони́я.

## Типология
Общепринятой в мире типологии полифонии нет. В российских учебниках полифонии выделяют следующие типы:
- Имитационная полифония, при которой основная тема звучит сначала в одном голосе, а потом, возможно, с изменениями, появляется в других голосах (при этом основных тем может быть несколько). Форма, в которой тема повторяется без изменений, называется каноном. Вершиной форм, в которых мелодия изменяется от голоса к голосу, является фуга.
- Контрастно-тематическая полифония (или полимелодизм[источник не указан 230 дней]), при которой одновременно звучат разные мелодии.
- Подголосочная полифония, при которой вместе с основной мелодией звучат её подголоски, то есть несколько отличающиеся варианты (это совпадает с понятием гетерофония). Характерна для русской народной песни.
- Скрытая полифония — скрытие тематических интонаций в фактуре произведения. Применяется к полифонии свободного стиля, начиная с малых полифонических циклов И. С. Баха.

### Индивидуально характерные типы
Некоторые композиторы, особенно интенсивно использовавшие полифонические техники, выработали специфический, характерный именно для их творчества стиль. В таких случаях говорят, например, о «полифонии Баха», «полифонии Стравинского», «полифонии Мясковского», «полифонии Щедрина», о «микрополифонии» Лигети и т. п.

## Исторический очерк
Первые сохранившиеся образцы европейской полифонической музыки — непараллельные и мелизматические органумы (IX—XI века). В XIII—XIV веках полифония ярче всего проявилась в мотете. В XV—XVI веках полифония стала нормой для подавляющего большинства артефактов композиторской музыки, как церковной (многоголосной), так и светской. Наивысшего расцвета полифоническая музыка достигла в творчестве Генделя и Баха в XVII—XVIII веках (в основном, в форме фуг). Параллельно (начиная приблизительно с XVI в.) быстро развивался гомофонный склад, во времена венской классики и в эпоху романтизма явно доминировавший над полифоническим. Очередной подъём интереса к полифонии начался во второй половине XIX века. Имитационная полифония, ориентирующаяся на Баха и Генделя, часто использовалась композиторами XX века (Хиндемит, Шостакович, Стравинский и др.).

### Строгое письмо и свободное письмо
В многоголосной музыке доклассической эпохи исследователи различают два основных тренда полифонической композиции: строгое письмо, или строгий стиль (нем. strenger Satz, итал. contrappunto osservato, англ. strict counterpoint), и свободное письмо, или свободный стиль (нем. freier Satz, англ. free counterpoint). До первых десятилетий XX в. в России в таком же значении употреблялись термины «контрапункт строгого письма» и «контрапункт свободного письма» (в Германии эта пара терминов используется и по сей день).
Определения «строгий» и «свободный» относились прежде всего к употреблению диссонанса и к голосоведению. В строгом письме приготовление и разрешение диссонанса регламентировалось разветвлёнными правилами, нарушение которых рассматривалось как техническая неумелость композитора. Подобные же правила были разработаны и в отношении голосоведения в целом, эстетическим каноном в котором была сбалансированность, например, баланс интервального скачка́ и последующего его заполнения. В то же время, под запретом находились переченье и параллелизм совершенных консонансов.
В свободном письме правила употребления диссонанса и правила голосоведения (например, запрет параллелизма октав и квинт) в целом продолжали действовать, хотя и трактовались более свободно. Ярче всего «свобода» проявились в том, что диссонанс стали применять без приготовления (так называемый неприготовленный диссонанс). Это и некоторые другие допущения в свободном письме оправдывались, с одной стороны, характерной для наступившей эпохи музыкальной риторикой (например, ею оправдывали «драматическое» переченье и иные нарушения правил). С другой стороны, бо́льшую свободу голосоведения обусловила историческая необходимость — полифоническую музыку стали сочинять по законам новой мажорно-минорной тональности, в которой тритон вошёл в состав ключевого для этой звуковысотной системы созвучия — доминантсептаккорда.
К «эпохе строгого письма» (или строгого стиля) относят музыку позднего Средневековья и Возрождения (XV—XVI вв.), подразумевая, прежде всего, церковную музыку франко-фламандских полифонистов (Жоскен, Окегем, Обрехт, Вилларт, Лассо и др.) и Палестрины. В теории композиционные нормы полифонии строгого стиля определил Дж. Царлино. Мастера строгого стиля владели всеми средствами контрапункта, разработали практически все формы имитации и канона, широко пользовались приёмами преобразования исходной темы (обращение, ракоход, увеличение, уменьшение). В гармонии строгое письмо опиралось на систему диатонических модальных ладов.
Эпоху барокко до XVIII в. включительно историки полифонии называют «эпохой свободного стиля». Возросшая роль инструментальной музыки стимулировала развитие хоральной обработки, полифонических вариаций (в том числе пассакалии), а также фантазии, токкаты, канцоны, ричеркара, из которых к середине XVII века сформировалась фуга. В гармонии основой полифонической музыки, написанной по законам свободного стиля, стала мажорно-минорная тональность («гармоническая тональность»). Крупнейшие представители полифонии свободного стиля — И. С. Бах и Г. Ф. Гендель.

## Полифония и полифонизм в литературе
В русском языке XIX — начала XX в. в аналогичном современной полифонии значении использовался (наряду с термином «полифония») термин «полифонизм». В литературоведении XX в. (М. М. Бахтин и его последователи) слово «полифонизм» употребляется в смысле нового жанра, которому свойственна не только многопланность, но и «полифония полноценных голосов», то есть «множественность одинаково авторитетных идеологических позиций». Бахтин считает, что полифонизм характерен для Достоевского в целом, но полнее всего он проявляется именно в больших романах, где имеется место для раскрытия героев и соответствующей сюжетно-композиционной структуры.
В полифоническом романе наравне с авторскими словами имеют значение и слова героя о мире и самом себе. При этом Бахтин особо оговаривает незавершённость мира произведения: «ещё всё впереди и всегда будет впереди». Однако, как указывает Н.Д. Тамарченко, при такой концепции имеется противоречие между незавершенностью внутреннего мира героев и законченностью каждого произведения как текста, и этого Бахтин не объясняет, как и систему, образующую полифоническое единство романа. Поэтому понятие «полифонический роман» филологи нередко используют не строго, а образно, в широком диапазоне смыслов.